# The Voice Afrique Francophone
The Voice Afrique francophone là chương trình truyền hình tìm kiếm tài năng âm nhạc của các quốc gia châu Phi nói tiếng Pháp, chương trình dựa trên chương gốc của Hà Lan do John de Mol sáng lập.

## Mùa giải
Ghi chú
     Đội HLV Lokua
     Đội HLV Charlotte
     Đội HLV Asalfo
     Đội HLV Singuila
     Đội HLV Nayanka
     Đội HLV Hiro
| Mùa | Phát sóng lần đầu         | Pháp sóng lần cuối       | Nhà quán quân   | Nhà á quân 1  | Nhà á quân 2 | Nhà á quân 3 | Huấn luyện viên chiến thắng | Dẫn chương trình | Huấn luyện viên | Huấn luyện viên   | Huấn luyện viên      | Huấn luyện viên |
| Mùa | Phát sóng lần đầu         | Pháp sóng lần cuối       | Nhà quán quân   | Nhà á quân 1  | Nhà á quân 2 | Nhà á quân 3 | Huấn luyện viên chiến thắng | Dẫn chương trình | 1               | 2                 | 3                    | 4               |
| --- | ------------------------- | ------------------------ | --------------- | ------------- | ------------ | ------------ | --------------------------- | ---------------- | --------------- | ----------------- | -------------------- | --------------- |
| 1   | Ngày 15 tháng 10 năm 2016 | Ngày 5 tháng 2 năm 2017  | Pamela Baketana | Verushka      | Marie-Love   | Samson Nobou | Lokua Kanza                 | Claudy Siar      | Lokua           | Charlotte         | A'salfo              | Singuila        |
| 2   | Ngày 14 tháng 10 năm 2017 | Ngày 18 tháng 4 năm 2018 | Victoire Biaku  | Fulbert       | René         | Dadiposlim   | Charlotte Josey             | Claudy Siar      | Lokua           | Charlotte Josey 1 | A'salfo Youssoupha 1 | Singuila        |
| 3   | Ngày 15 tháng 2 năm 2020  | Ngày 1 tháng 5 năm 2021  | Lady Shine      | Foganne Atsou | Carina Sen   | Gyovanni     | Nayanka Bell Youssoupha     | Claudy Siar      | Lokua           | Charlotte         | Nayanka Youssoupha 1 | Hiro            |

## The Voice Afrique Francophone Kids
Vào tháng 2 năm 2019, VoxAfica đã công bố phiên bản The Voice Kids của riêng họ.
     Team Sidiki
     Team Daphné
     Team Ferré
| Mùa | Phát sóng lần đầu | Pháp sóng lần cuối | Nhà quán quân | Nhà á quân 1  | Nhà á quân 2  | Nhà á quân 3  | Huấn luyện viên chiến thắng | Dẫn chương trình | Huấn luyện viên | Huấn luyện viên | Huấn luyện viên | Huấn luyện viên |
| Mùa | Phát sóng lần đầu | Pháp sóng lần cuối | Nhà quán quân | Nhà á quân 1  | Nhà á quân 2  | Nhà á quân 3  | Huấn luyện viên chiến thắng | Dẫn chương trình | 1               | 2               | 3               |                 |
| --- | ----------------- | ------------------ | ------------- | ------------- | ------------- | ------------- | --------------------------- | ---------------- | --------------- | --------------- | --------------- | --------------- |
| 1   | TBA 2022          | TBA                | Sắp phát sóng | Sắp phát sóng | Sắp phát sóng | Sắp phát sóng | TBA                         | Willy Dumbo      | Sidiki          | Daphné          | Ferré           |                 |